# کیت استنفیلد
کیت استنفیلد (انگلیسی: Keith Stanfield؛ زادهٔ ۱۲ اوت ۱۹۹۱) بازیگر، شاعر و خواننده اهل ایالات متحده آمریکا است. او اولین بار در فیلم ۱۲ موقتی ایفای نقش کرد که برای این نقش نامزد جایزه ایندیپندنت اسپیریت شد.

## زندگی شخصی
کیت استنفیلد در ۱۲ اوت ۱۹۹۱ در سن برناردینو، کالیفرنیا زاده شد. به گفتهٔ خودش، او در خانواده فقیری زندگی می‌کرد و برای همین در سن ۱۴ سالگی تصمیم به بازیگر شدن گرفت.

## فیلم‌شناسی

### آثار بازیگری در سینما
- ۱۲ موقتی (۲۰۱۳)
- پاکسازی: هرج و مرج (۲۰۱۴)
- سلما (فیلم) (۲۰۱۴)
- مستقیم بیرون کامپتن (۲۰۱۵)
- پیشروی مایلز (۲۰۱۵)
- اسنودن (۲۰۱۶)
- ماشین جنگ (۲۰۱۷)
- دفتر مرگ (۲۰۱۷)
- ببخشید مزاحم شما شدم (۲۰۱۸)
- جواهرات تراش نخورده (۲۰۱۹)
- یهودا و مسیح سیاه (۲۰۲۱)
- عمارت متروکه (۲۰۲۳)
- کتاب کلارنس (۲۰۲۴)